# Lista över presidenter i Royal Society
Detta är en lista över presidenter i Royal Society.
1. 1662–1677 William Brouncker, 2:e viscount Brouncker
2. 1677–1680 Joseph Williamson
3. 1680–1682 Christopher Wren
4. 1682–1683 John Hoskins
5. 1683–1684 Cyril Wyche
6. 1684–1686 Samuel Pepys
7. 1686–1689 John Vaughan, 3:e earl av Carbery
8. 1689–1690 Thomas Herbert, 8:e earl av Pembroke
9. 1690–1695 Robert Southwell
10. 1695–1698 Charles Montagu, 1:e earl av Halifax
11. 1698–1703 John Somers, 1:e baron Somers
12. 1703–1727 Isaac Newton
13. 1727–1741 Hans Sloane
14. 1741–1752 Martin Folkes
15. 1752–1764 George Parker, 2:e earl av Macclesfield
16. 1764–1768 James Douglas, 14:e earl av Morton
17. 1768–1768 James Burrow
18. 1768–1772 James West
19. 1772–1778 John Pringle
20. 1778–1820 Joseph Banks
21. 1820–1820 William Hyde Wollaston
22. 1820–1827 Humphry Davy
23. 1827–1830 Davies Gilbert
24. 1830–1838 August Fredrik, hertig av Sussex
25. 1838–1848 Spencer Compton, 2:e markis av Northampton
26. 1848–1854 William Parsons, 3:e earl av Rosse
27. 1854–1858 John Wrottesley, 2:e baron Wrottesley
28. 1858–1861 Benjamin Collins Brodie
29. 1861–1871 Edward Sabine
30. 1871–1873 George Biddell Airy
31. 1873–1878 Joseph Dalton Hooker
32. 1878–1883 William Spottiswoode
33. 1883–1885 Thomas Henry Huxley
34. 1885–1890 George Gabriel Stokes
35. 1890–1895 Lord Kelvin
36. 1895–1900 Joseph Lister
37. 1900–1905 William Huggins
38. 1905–1908 John Strutt
39. 1908–1913 Archibald Geikie
40. 1913–1915 William Crookes
41. 1915–1920 Joseph John Thomson
42. 1920–1925 Charles Sherrington
43. 1925–1930 Ernest Rutherford
44. 1930–1935 Frederick Hopkins
45. 1935–1940 William Henry Bragg
46. 1940–1945 Henry Dale
47. 1945–1950 Robert Robinson
48. 1950–1955 Edgar Adrian
49. 1955–1960 Cyril Hinshelwood
50. 1960–1965 Howard Florey
51. 1965–1970 Patrick Blackett
52. 1970–1975 Alan Hodgkin
53. 1975–1980 Lord Todd
54. 1980–1985 Andrew Huxley
55. 1985–1990 George Porter
56. 1990–1995 Michael Atiyah
57. 1995–2000 Aaron Klug
58. 2000–2005 Robert May
59. 2005–2010 Martin Rees
60. 2010–2015 Paul Nurse
61. 2015– Venkatraman Ramakrishnan